# Léon Lécuyer
Léon Alfred Lécuyer (París, 8 d'abril de 1855 – novembre de 1915) va ser un tirador i tirador d'esgrima francès que va competir a cavall del segle xix i el segle xx.
El 1900 va prendre part en els Jocs Olímpics de París, on disputà, sense sort, la prova de sabre del programa d'esgrima.
Vuit anys més tard, als Jocs de Londres, disputà dues proves del programa de tir. Guanyà la medalla de bronze en la competició de carrabina per equips, mentre en pistola lliure, 50 iardes fou trentè.